# امیرحسین فشنگچی
امیرحسین فشنگچی (زادهٔ ۱۷ دی ۱۳۶۵) بازیکن سابق فوتبال اهل ایران است. وی سابقه بازی در پرسپولیس را دارد.
وی فوتبال حرفه‌ای را از تیم صباباتری شروع کرده و در ۱۳ خرداد ۱۳۸۹ با امضای قرارداد دو ساله به عضویت پرسپولیس درآمد. فشنگچی در سال ۱۳۹۲ به تیم ملوان و سپس در سال ۱۳۹۳ به تیم پیکان تهران پیوست.

## دوران باشگاهی

### آمار
- تعداد بازی و گل

| فصل            | باشگاه         | بازی | گل |
| -------------- | -------------- | ---- | -- |
| ۱۳۸۴–۱۳۸۵      | صبا            | ۱    | ۰  |
| ۱۳۸۵–۱۳۸۶      | صبا            | ۱    | ۰  |
| ۱۳۸۶–۱۳۸۷      | صبا            | ۱۳   | ۱  |
| ۱۳۸۷–۱۳۸۸      | صبا            | ۳۲   | ۱  |
| ۱۳۸۸–۱۳۸۹      | صبا            | ۳۲   | ۳  |
| مجموع صبا      | مجموع صبا      | ۷۹   | ۵  |
| ۱۳۸۹–۱۳۹۰      | پرسپولیس       | ۲۸   | ۴  |
| ۱۳۹۰–۱۳۹۱      | پرسپولیس       | ۲۳   | ۱  |
| ۱۳۹۱–۱۳۹۲      | پرسپولیس       | ۱۸   | ۲  |
| مجموع پرسپولیس | مجموع پرسپولیس | ۶۹   | ۷  |

- پاس گل

| فصل       | تیم      | پاس گل |
| --------- | -------- | ------ |
| ۱۳۸۸–۱۳۸۹ | صبا      | ۴      |
| ۱۳۸۹–۱۳۹۰ | پرسپولیس | ۶      |
| ۱۳۹۰–۱۳۹۱ | پرسپولیس | ۰      |
| ۱۳۹۱–۱۳۹۲ | پرسپولیس | ۱      |

## تیم ملی
وی در ۱۹ آبان ۱۳۸۸، مقابل ایسلند، اولین بازی ملی خود را انجام داد.